# 貴堂嘉之
貴堂 嘉之（きどう よしゆき、1966年 - ）は、日本の歴史学者。専門はアメリカ政治社会史など。一橋大学大学院社会学研究科長・教授。アメリカ学会清水博賞受賞。東京大学大学院総合文化研究科非常勤講師、日本アメリカ史学会運営委員会代表、同学会編集委員会代表、ジェンダー史学会代表理事を歴任。

## 人物・経歴
東京都生まれ。1989年東京大学教養学部卒業。1992年東京大学大学院総合文化研究科地域文化専攻修士課程修了。1994年コロンビア大学大学院歴史学部博士課程中退、東京大学大学院総合文化研究科地域文化専攻博士課程中退。
1994年東京大学教養学部助手。1995年千葉大学文学部史学科専任講師。2000年同助教授、サンフランシスコ州立大学アジア系アメリカ人研究科客員研究員。2002年一橋大学大学院社会学研究科総合社会科学専攻歴史社会研究分野（社会史アメリカ）助教授。2010年同教授。2012年から2013年及び2013年から2014年まで東京大学大学院総合文化研究科非常勤講師。2020年一橋大学大学院社会学研究科長・社会学部長、一橋大学ジェンダー社会科学研究センター共同代表。
専門はアメリカ合衆国の政治社会史などで、2003年度に日本アメリカ史学会運営委員会代表、2007年度から2008年度まで日本アメリカ史学会編集委員会代表を務めた。2012年には『アメリカ合衆国と中国人移民―歴史のなかの「移民国家」アメリカ―』で東京大学博士（学術）の学位を取得。2013年同書でアメリカ学会清水博賞を受賞。2015年世界遺産検定1級。2020年から2022年までジェンダー史学会代表理事を務めた。

## 著書
- 『アメリカ合衆国と中国人移民－歴史のなかの「移民国家」アメリカ－』名古屋大学出版会 2012
- 『高校世界史B（平成25年新課程）』（共著）実教出版 2012年
- 『世界史B　教授用指導書』（共著）実教出版 2013年